# ヨコスジジャッカル
ヨコスジジャッカル（学名：Lupulella adustus）は、ネコ目（食肉目）イヌ科に分類される食肉類。近縁のセグロジャッカルと共に以前はイヌ属に分類されていた。

## 分布
アンゴラ、ウガンダ、エチオピア、ガーナ、ガボン、カメルーン、ガンビア、ギニア、ギニアビサウ、ケニア、ザンビア、ジンバブエ、コートジボワール、コンゴ共和国、コンゴ民主共和国、シエラレオネ、スーダン、スワジランド、セネガル、ソマリア、タンザニア、チャド、中央アフリカ共和国、トーゴ、ナイジェリア、ナミビア北部、ニジェール、ブルキナファソ、ブルンジ、ベナン、ボツワナ北部、マラウイ、マリ共和国、南アフリカ共和国、モーリタニア、モザンビーク、ルワンダ

## 形態
体長62.5 - 81センチメートル。尾長30 - 41センチメートル。体重6.5 - 14キログラム。背面の毛衣は灰褐色。体側面に白い縦縞が入り、その下に黒い縦縞も入る。胸部や四肢の毛衣は褐色みをおびる。尾は暗色で、先端が白い。
鼻面はやや幅広い。耳介は先端が丸みを帯びる。耳介背面の毛衣は灰褐色で、内側の毛衣は白い。

## 分類
2005年現在では以下の6亜種に分ける説もある。
- Lupulella adustus adustus Sundevall, 1847
- Lupulella adustus bweha Heller, 1914
- Lupulella adustus grayi Hilzheimer, 1906
- Lupulella adustus kaffensis Neumann, 1902
- Lupulella adustus lateralis Sclater, 1870
- Lupulella adustus notatus Heller, 1914

## 生態
標高2,700メートル以下の草原、荒地、林縁、森林、湿原などに生息し、水辺を好む。キンイロジャッカルやセグロジャッカルと同所的に分布する地域では、本種は植生が密になった環境に生息することですみわけを行っている。単独やペア、6匹以下の家族群（8 - 12匹の家族群を構成した例もあるがまれ）を構成して生活する。夜行性や薄明薄暮性傾向が強いが、曇天時には昼間活動することもある。
食性は雑食で、昆虫、爬虫類、鳥類、小型哺乳類、動物の死骸、果実などを食べる。ジンバブエで行われた調査では果実48%、昆虫31%、死骸と鳥類がそれぞれ11%という報告例がある。
繁殖期はアフリカ南部の個体群では6 - 7月、ケニアの個体群では9 - 10月。妊娠期間は57 -70日。ツチブタの古巣などを利用した巣穴で、1回に3 - 7匹の幼獣を産む。生後11か月で分散する。

## 人間との関係
害獣や狂犬病の媒介者として駆除されており、地域個体群に影響を及ぼす可能性はあるが種としては絶滅の危険性はないと考えられている。